# Hubert Schwerger
Johann Hubert Schwerger (* 23. November 1859 in Köln; † 4. November 1933 ebenda) war ein deutscher Ringer.

## Leben
Hubert Schwerger wurde in der Kämmergasse 29 als Sohn des Droschkenkutschers Franz Schwerger und der Apollonia Schweger geb. Heller geboren. Er wuchs in Köln auf und erlernte dort den Beruf eines Metzgers. Während seiner Militärzeit im preußischen Heer um 1880 kam er erstmals mit Leibesübungen, wie es damals hieß, in Berührung. Dabei wurde auch gerungen. Nach seiner Entlassung aus dem Militärdienst übte er das Ringen in Köln weiter aus. Er beteiligte sich an vielen Wettstreiten im Rheinland und gewann dabei auch einige Preise. Dies bezeugt eine Fotoaufnahme in der Fachzeitschrift Athletik aus dem Jahre 1933, das ihn im Alter von ca. 30 Jahren zeigt und in dem auf seinem Trikot ca. 20 Medaillen angeheftet sind.
Im Jahre 1891 wurde der „Deutsche Amateur-Schwerathletik-Verband von 1891“ gegründet. Dieser Verband veranstaltete im Jahre 1893 in Köln sein erstes Verbandsfest. Bei diesem Verbandsfest wurde der erste deutsche Meister im Ringen ermittelt. Gerungen wurde im griechisch-römischen Stil und in nur einer Gewichtsklasse. Hubert Schwerger ging bei dieser Meisterschaft an den Start. Bekannt ist, dass er in den Endkämpfen Karl Esser aus Krefeld und Georg Stolz aus Mainz besiegte und damit erster deutscher Meister im Ringen der Amateure wurde.
Hubert Schwerger ist noch auf einem Titelblatt einer Ausgabe der Fachzeitschrift Athletik aus dem Jahre 1933 zu sehen, das ihn kurz vor seinem Tode aufrecht stehend neben dem deutschen Meister im Ringen im Schwergewicht von 1932 Willi Müller aus Köln zeigt. Er ist dabei fast um einen halben Kopf größer als Müller. Daraus kann geschlossen werden, dass er zu seiner aktiven Zeit ein ausgewachsener Schwergewichtler war.
Hubert Schwerger ist in keinen weiteren Siegerlisten von deutschen Meisterschaften mehr verzeichnet. Allerdings fanden nach 1893 die nächsten deutschen Meisterschaften erst 1895 statt, bei der sein Kölner Landsmann Peter Stiehl den Titel gewann. Bei den ersten Olympischen Spielen der Neuzeit 1896 in Athen starteten in der deutschen Mannschaft keine Ringer des DASV, sondern der Turner Carl Schuhmann, der auch Olympiasieger wurde.
Schwerger starb 1933 wenige Tage vor seinem 74. Geburtstag in seiner Kölner Wohnung. Seine Ehefrau Margaretha Katharina Hubertine geb. Schmitz (1865–1933) war rund drei Monate vorher verstorben. Die Familiengrabstätte befindet sich auf dem Kölner Melaten-Friedhof.

## Quelle
- Fachzeitschrift Athletik aus dem Jahr 1933,
- Dokumentation Hundert Jahre Ringen in Deutschland, Hrsg. Deutscher Ringer-Bund e.V., Verlag "Der Ringer", Niedernberg, 1991, Seiten 199 u. 220